# Vladimir Ćopić
Vladimir Ćopić (Senj, 8. ožujka 1891. — Moskva, 19. travnja 1939.), bio je hrvatski komunist, revolucionar i borac u Španjolskom građanskom ratu, novinar i prevoditelj, u mladosti pripadnik pravaške mladeži.

## Životopis
Vladimir Ćopić rodio se 8. ožujka 1891. godine u Senju. Bio je sin Jovana i Amalije (rođ. Lončarić). Po istraživanjima etnografa Stjepana Pavičića Ćopići su bili iz Like, Srbi po nacionalnosti. Jovan Ćopić, rođen 1845. godine u Suvaji (kotar Donji Lapac), doselio je iz Like u Senj i tu se priženio u kuću Amalije Lončarić, Hrvatice, rođene 1855. godine. Jovan Ćopić najprije radio je kao financijski namještenik te kao krojač a kasnije je obavljao posao crkvenjaka u senjskoj pravoslavnoj crkvi. Vladimirova sestra Jelena tvrdi kao je u njihovoj obitelji bilo četrnaestero djece, no o svima nema podataka u matičnim knjigama. U to vrijeme djeca iz mješovitih brakova krštena su u dvije crkve te je i u obitelji Ćopić jedan dio djece upisan u katoličke crkvene knjige rođenih a drugi u pravoslavne. Vladimir Ćopić upisan je u pravoslavne crkvene knjige rođenih. Gimnaziju je završio u rodnom gradu, a pravo apsolvirao u Zagrebu. Do Prvog svjetskog rata pripadao je pravaškoj organizaciji Mlada Hrvatska. Mlada Hrvatska je bila frankovačka omladinska skupina. Tada je mobiliziran u austrougarsku vojsku. Godine 1915. zarobili su ga ruski vojnici na Karpatima. Godine 1916. stupio je u Srpski dobrovljački odred, a zatim u Srpsku dobrovoljačku diviziju. Odbio je položiti zakletvu srpskom kralju, pa je 11. svibnja 1916. godine isključen iz divizije i vraćen u zarobljeništvo.
Nakon Oktobarske revolucije priključio se boljševicima, djelujući kao agitator, novinar i prevoditelj s ruskog na hrvatski. Bio je član Jugoslavenske grupe Ruske komunističke partije (boljševika) od svibnja 1918. godine, njezin sekretar i predsjednik, jedan od osnivača Komunističke partije (boljševika) Srba, Hrvata i Slovenaca te član njezinoga Centralnog izvršnog komiteta.
Krajem studenoga ili početkom prosinca 1918. godine vratio se u Zagreb, prijavio se kod 31. lovačkog bataljona odakle je oko 20. prosinca 1918. godine otpušten i otputovao je u Senj. Po povratku u Zagreb, u siječnju 1919. godine, stanovao je kod svoga brata Milana u bolnici "Milosrdnih sestara". Po povratku osnovao je prve ilegalne komunističke ćelije i radio na radikalizaciji lijevog krila socijaldemokratskog pokreta. Policija je doznala za njegov povratak dosta kasno tek početkom 1919. godine. Ministar unutrašnjih poslova Svetozar Pribićević, 2. siječnja 1919. godine, javlja hrvatskome banu Antunu Mihaloviću, kako su iz Moskve poslani ljudi "... da u našim krajevima šire boljševizam... da radi u Zagrebu ili u Sarajevu... Osim toga je poslat u Novi Sad neki Mijatov, a u Zagreb, neki Ćopić, ..." a 14. siječnja iste godine javlja u povjerenstvo unutrašnjih poslova u Zagrebu o skupini povratnika - komunista koju očekuju, u kojoj je među glavnima i "... Ćopić pravoslavni Hrvat iz Senja, predsjednik Jugoslavenske sekcije, ...". U ožujku 1919. godine, izabran je u Izvršni odbor Jugoslavenskog revolucionarnog komunističkog saveza pelagićevaca. Na Prvom kongresu SRPJ (k) u Beogradu, koji je trajao od 20. do 23. travnja 1919. godine, kao delegat zagrebačke socijaldemokratske organizacije izabran je u Centralno partijsko vijeće Socijalističke radničke partije Jugoslavije (komunista) i za tehničkog sekretara. Na Drugom kongresu Komunističke partije Jugoslavije u Vukovaru ponovno je bio izabran u Centralno partijsko vijeće KPJ i za tehničkog sekretara. Na izborima za Ustavotvornu skupštinu, u studenom 1920. godine, izabran je za zastupnika KPJ za Modruško-riječku županiju. Bio je tajnik (sekretar) Komunističkog poslaničkog kluba, a od rujna 1923. godine tajnik Oblasnog sekretarijata Nezavisne radničke partije Jugoslavije (NRPJ) i KPJ u Zagrebu. Na Trećoj zemaljskoj konferenciji KPJ izabran je za člana Izvršnog odbora Centralnog partijskog vijeća KPJ.
Bio je delegat KPJ na Petom kongresu Kominterne, a radio je u kongresnim komisijama: organizacijskoj, za talijansko pitanje te za nacionalno i kolonijalno pitanje. 
Kao zastupnik u Skupštini zalagao se za radničku i seljačku državu i sovjetsku republiku na raspravama o prijedlogu ustava Kraljevine SHS.
Zbog revolucionarne djelatnosti suđeno mu je kao istaknutom komunistu na tri velika procesa: "Diamantsteinovom" 1919., "Vidovdanskom" 1922. (nakon atentata na regenta Aleksandra Karađorđevića, osuđen na dvije godine robije) i "Svibanjskom procesu" 1925. godine (osuđen na 3 i pol godine robije "...po tačci 1, 2, Zakona o zaštiti države, zbog širenja usmene i pismene komunističke propagande." ↓1). Nakon presude od 18. svibnja 1925. godine Ćopić je ostao u zatvoru Sudbenoga stola čekajući transport u Lepoglavu. Umjesto u Lepoglavu Ćopić je iz sudskoga zatvora odvezen u Bolnicu Milosrdne braće odakle je pobjegao i nakon toga emigrirao u Sovjetski Savez, gdje je studirao na Međunarodnoj lenjinskoj školi. Od 1930. do 1931. godine bio je instruktor Kominterne pri Centralnom komitetu Komunističke partije Čehoslovačke. Član Politbiroa Centralnog komiteta KPJ je bio od 1932. do 1936. godine, predstavnik KPJ u Kominterni 1934. i 1935. godine i član delegacije KPJ na Sedmom kongresu Kominterne.
Početkom 1937. godine otišao je u Španjolsku, gdje je bio politički komesar, a potom zapovjednik Petnaeste međunarodne brigade "Lincoln". Imao je čin potpukovnika Španjolske republikanske armije. U studenome 1938. godine povučen je u Moskvu, gdje je uhićen i ubijen 19. travnja 1939. godine. Posmrtno je rehabilitiran odlukom Vojnog kolegija Vrhovnog suda SSSR-a, 10. lipnja 1958. godine.

## Intelektualni rad
Vladimir Ćopić je surađivao u listovima Vsemirnaja revoljucija, Borba (jedno vrijeme 1924. godine bio je i urednikom lista), Proleter, Dimitrovac i drugima. Držao je predavanja na partijskoj školi u Moskvi i na Komunističkom sveučilištu nacionalnih manjina Zapada (KUNMZ). Preveo je djelo Vladimira Iljiča Lenjina Imperijalizam kao najnovija etapa kapitalizma (1917.), Početnicu političke ekonomije (1923.) Aleksandra Bogdanova, a s Josipom Brozom Titom 1938. godine prevodio je Kratki kurs Historije Svesavezne komunističke partije boljševika.